# 스피넬 (음악 그룹)
스피넬(Spinel)은 대한민국의 2인조 기타 연주자 그룹이다. 2011년 4월 28일에 KBS 《뮤직뱅크》를 통해 데뷔하였다.

## 구성원
| 스핀 (Spin) | - 본명 : 성유진 - 생년월일: 1996년 3월 3일(29세) - 출생지 : 대한민국 서울특별시 - 학력 : 경희대학교 포스트모던음악학과 - 가족사항 : 아버지 아나운서 성세정                                               |
| 이엘 (EL)   | - 본명 : 김연준 - 생년월일: 1996년 3월 18일(29세) - 출생지 : 대한민국 서울특별시 - 학력 : 국립전통예술중학교 → 서울 명일여자고등학교 - 기타 비고 사항: 현재 댄스 팝 음악 그룹 투아이즈의 구성원으로 활동 |

## 앨범
싱글
| 앨범 번호 | 앨범 정보                          | 트랙 리스트                                              |
| --------- | ---------------------------------- | -------------------------------------------------------- |
| 1         | Chu Chu - 발매일 : 2011년 4월 29일 | 1. Chu Chu 2. 듣고 싶은 말                               |
| 2         | Action - 발매일 : 2011년 9월 22일  | 1. Action (Feat. 트리니티 of GP Basic) 2. Action (Inst.) |
| 3         | 몰라서요 - 발매일 : 2012년 2월 8일 | 1. 몰라서요 2. 몰라서요 (Inst.)                          |